# Maira limbidorsum
Maira limbidorsum là một loài ruồi trong họ Asilidae. Maira limbidorsum được Bezzi miêu tả năm 1928. Loài này phân bố ở miền Australasia.